# Annweiler am Trifels
Annweiler am Trifels é uma cidade da Alemanha localizada no distrito de Südliche Weinstraße, no estado da Renânia-Palatinado. É sede da associação municipal homónima.
|  |